# This is (canción)
«This is» es una canción de la banda irlandesa Aslan, integrada por Christy Dignam y Joe Jewell, entre otros.

## Historia
Se trata del primer sencillo de Aslan. Aunque la banda existía ya desde 1983, no sería hasta 1986, con la grabación de este sencillo, cuando se den a conocer.
Editado por una firma independiente, logró hacerse con la designación de mejor sencillo del año en Irlanda. Habría de convertirse en una de las canciones más emblemáticas del grupo.
Cuando en 1988 la banda lance su primer álbum de estudio, Feel No Shame, el tema será relanzado como sencillo para promocionar el disco.

## Versión de U2
En junio de 2013 tuvo lugar en el Olympia Theatre de Dublín un concierto titulado "A Night For Christy", que tuvo como finalidad recaudar fondos para la curación del cáncer de Christy Dignam. Participaron numerosos artistas del panorama rock irlandés, como Horslips, Danny O’Reilly, Paul Brady, Mary Black, Paul Walsh, Gavin Friday y U2. El concierto fue emitido íntegramente por internet.
U2 grabó un video con una versión de This Is.
Billy McGuinness, uno de los componentes de Aslan, al preguntársele sobre esta versión de U2 comentó: "U2 realmente no nos conocen, pero han hecho esto porque quieren. Ambos comenzamos casi al mismo tiempo -ellos a finales de los años 70 y nosotros a principios de los años 80. La diferencia es que U2 se fue hacia las nubes y Aslan se quedó en la cuneta".